# انچنترس (مارول کامیکس)
انچنترس (به انگلیسی: Enchantress) عنوان دو شخصیت خیالی در کتاب‌های مصور شرکت مارول کامیکس است. اولی جادوگری با نام آمورا و از دشمنان ثور می‌باشد، و دومین انچنترس شخصی به نام سیلویه لاشتون است که نیروهای خود را از لوکی، زمانی که آشوب را آغاز کرده بود، گرفت و خود را شبیه به آمورا درآورد. این کاراکتر به وسیله استن لی و جک کربی خلق شده و برای اولین بار در مجموعه سفر به راز شماره‌های ۱۰۳ام (دسامبر ۱۹۶۴) معرفی شد.